# Schlappolt
Das Naturschutzgebiet Schlappolt liegt auf dem Gebiet des Marktes Oberstdorf im Landkreis Oberallgäu im bayerischen Regierungsbezirk Schwaben. Am westlichen Rand des Gebietes mit dem 1940 Meter hohen Söllerkopf und dem 1968 Meter hohen Schlappoldkopf verläuft die Staatsgrenze zu Österreich.

## Bedeutung
Das 163,43 ha große Gebiet mit der Nr. NSG-00298.01 wurde im Jahr 1986 unter Naturschutz gestellt. Es ist in Bayern der einzige Flyschbereich, der nahezu die alpine Höhenstufe erreicht.